# Jérémy Vachoux
Jérémy Emmanuel Vachoux (Thonon-les-Bains, Francia; 7 de julio de 1994) es un futbolista profesional francés que juega como portero en el club FC Stade-Lausanne-Ouchy de la Superliga de Suiza.
Ha jugado en Ligue 1 y en Sudamérica en la Primera División de Venezuela.

## Carrera
El 26 de enero de 2019, el US Orléans anunció que Vachoux se incorporaría al club el 1 de julio de 2019. Firmó un contrato de tres años y obtuvo la camiseta número 30.